# Ana Catarina Mendes
Ana Catarina Veiga Santos Mendonça Mendes (ur. 14 stycznia 1973 w Coimbrze) – portugalska polityk i prawniczka, deputowana do Zgromadzenia Republiki, w latach 2022–2024 minister delegowany ds. parlamentarnych, posłanka do Parlamentu Europejskiego X kadencji.

## Życiorys
Ukończyła studia prawnicze na Uniwersytecie Lizbońskim, kształciła się również w ISCTE – Instituto Universitário de Lisboa. Zaangażowała się w działalność polityczną w ramach Partii Socjalistycznej. Kierowała strukturami jej młodzieżówki Juventude Socialista w dystrykcie Setúbal. W latach 1993–1997 zasiadała w zgromadzeniu miejskim Almady.
W 1998 objęła mandat posłanki do Zgromadzenia Republiki VII kadencji. Utrzymywała go w wyborach w 1999, 2002, 2005, 2009, 2011, 2015, 2019, 2022 i 2024. W latach 2015–2019 pełniła funkcję zastępczyni sekretarza generalnego PS, a w 2019 stanęła na czele frakcji deputowanych swojej partii.
W marcu 2022 objęła funkcję ministra delegowanego ds. parlamentarnych w trzecim rządzie Antónia Costy. Urząd ten sprawowała do kwietnia 2024. W 2024 została wybrana w skład Europarlamentu X kadencji.